# ميزة تنافسية
في مجال الأعمال التجارية، المِيْزَة التنافسية هي السمة التي تتيح للمنظمة التفوق على منافسيها. من الممكن أن تتضمن الميزة التنافسية الوصول إلى الموارد الطبيعية، مثل المواد الخام عالية الجودة، ومصادر الطاقة ذات التكلفة المنخفضة، واليد العاملة الماهرة، والموقع الجغرافي، وحواجز الدخول المرتفعة، والوصول إلى التكنولوجيا الجديدة.

## لمحة عامة
الميزة التنافسية هي سطوة الشركة على منافسيها. من الممكن تحقيق ذلك عن طريق تقديم قيمة أفضل وأكبر للعملاء. يثير الإعلان عن المنتجات أو الخدمات التي تتمتع بجودة أفضل أو أسعار أخفض اهتمام العملاء. تتعرف الأسواق الهدف على هذه المنتجات أو الخدمات الفريدة، وهذا هو سبب الولاء للعلامة التجارية، أو سبب تفضيل العملاء منتجًا أو خدمة معينة على أخرى.
يُعتبر عرض القيمة أمرًا مهمًا عند فهم الميزة التنافسية. في حال كان عرض القيمة فعالًا، أي في حال قدم عرض القيمة للعملاء قيمة أفضل وأكبر، من الممكن أن ينتج عن ذلك ميزة تنافسية للمنتج أو الخدمة. من الممكن أن يزيد عرض القيمة من توقعات العميل وخياراته.
يحدد مايكل بورتر الطريقتين اللتين من الممكن أن تحقق الشركة من خلالهما الميزة التنافسية على خصومها بأنهما: ميزة السعر وتميز المنتج. تتحقق ميزة السعر عندما تقدم الشركة التجارية نفس المنتجات والخدمات التي يقدمها منافسوها، لكن بسعر أقل. يتحقق تميز المنتج عندما تقدم الشركة منتجات وخدمات أفضل من منتجات وخدمات المنافسين. من وجهة نظر بورتر، يجب أن تُعنى الإدارة الاستراتيجية ببناء الميزة التنافسية والحفاظ عليها.
تسعى الميزة التنافسية إلى معالجة بعض الانتقادات الموجهة إلى الميزة النسبية. تعتمد الميزة التنافسية على مبدأ أن العمالة الرخيصة موجودة في كل مكان وأن الموارد البشرية ليست ضرورية لتحقيق اقتصاد جيد. بينما من الممكن أن تقود النظرية الثانية، الميزة النسبية، الدول إلى الاختصاص في تصدير السلع الأولية والمواد الخام التي تعيق البلدان في الاقتصاد ذي الأجور المنخفضة بسبب الشروط التجارية. تحاول الميزة التنافسية تصحيح هذه المشكلة عن طريق التشديد على تعظيم وفورات الحجم في السلع والخدمات التي تُقدّم بأسعار متميزة (ستوتز ووارف، 2009).
يشير مصطلح الميزة التنافسية إلى القدرة المكتسبة من خلال الصفقات والموارد للقيام بالأعمال على مستوى أعلى من الشركات الأخرى في الصناعة أو السوق نفسه (كريستينسن وفاهي 1984، كاي 1994، بورتر 1980، وردت في مؤلف تشاكارباغي ولينش 1999، ص 45). جذبت دراسة هذه الميزة اهتمامًا بحثيًا عميقًا بسبب القضايا المعاصرة المتعلقة بمستويات أعلى من أداء الشركات في السوق التنافسي الحالي. «تمتلك الشركة ميزة تنافسية عندما توظف إستراتيجية لخلق القيمة غير موجودة لدى أي من المنافسين الموجودين أو المحتملين» (بارني 1991، وردت في مؤلف كلولو وآخرون، 2003، ص 221).
سترفع الاستراتيجيات المطبقة بنجاح أداء الشركة إلى مستوى أفضل عن طريق مساعدة الشركة على التغلب على المنافسين الموجودين أو المحتملين بمساعدة الميزة التنافسية (باسمارد وكالانتون 2000، ص 18). تتعامل الاستراتيجية التجارية للشركة مع الموارد المتعددة التي تسيطر عليها للحصول على الميزة التنافسية (ريد وفيليبي 1990، ورد في كتاب ريجامامبيانينا 2003، ص 362). تعكس نتائج الأداء المتفوق والتفوق في موارد الإنتاج وجود ميزة تنافسية (داي وويسلي، ورد في كتاب لاو 2002، ص 125).
تشير الاقتباسات المذكورة آنفًا إلى الميزة التنافسية على أنها القدرة على التقدم على المنافسين الموجودين والمحتملين. كما أنها توضح أنه سيكون لموارد الشركة واستراتيجيتها التجارية تأثير عميق على خلق الميزة التنافسية. يعتقد باويل (2001، ص 132) أن الاستراتيجية التجارية هي الأداة التي تتحكم بالموارد وتخلق الميزة التنافسية. بالتالي، من الممكن أن لا تكون الاستراتيجية القابلة للتطبيق كافية ما لم تتحكم في الموارد الفريدة التي لديها القدرة على خلق هذه الميزة الفريدة نسبيًا.

## الأشكال الثلاثة للاستراتيجية التنافسية العامة
ألف مايكل بورتر، خريج جامعة هارفارد، كتابًا عام 1985 حدد فيه ثلاث طرق بإمكان الشركات التجارية استخدامها للشروع في المنافسة. احتل هذا الكتاب المرتبة التاسعة على قائمة أكثر الكتب الإدارية تأثيرًا في القرن العشرين. من الممكن تطبيق هذه المنهجيات على كافة الشركات التجارية سواء كانت مختصة بالمنتجات أو الخدمات. أطلق على هذه المنهجيات اسم الاستراتيجيات العامة، وتتضمن التكاليف الرائدة، والتفاضل، والتركيز. ابتُكرت هذه الاستراتيجيات لتحسين الميزة التنافسية وخلقها. من الممكن أن تُعرف هذه الاستراتجيات على أنها الميزة النسبية والميزة التفاضلية.

### إستراتيجية التفاضل
تُكتسب الميزة التفاضلية عندما تكون سلع أو خدمات الشركة التجارية مختلفة عن سلع وخدمات منافسيها. في هذا الكتاب، نصح مايكل بورتر بجعل تلك الخدمات أو السلع جذابة لتمييزها عن ما يقدمه المنافسين. ستحتاج الشركة التجارية إلى بحث قوي، وتطوير، وتصميم طريقة تفكير لخلق أفكار مبتكرة. من الممكن أن تتضمن هذه التحسينات تزويد المستهلكين بسلع وخدمات ذات جودة عالية. في حال ارتأى العملاء أن منتجًا أو خدمة ما يختلفان عن غيرهما، سيدفعون مبالغ أكبر للحصول على هذه الفوائد.

### إستراتيجية التركيز
تحاول إستراتيجية التركيز بشكل مثالي جعل الشركات التجارية تركز على عدد قليل من الأسواق الهدف بدلًا من استهدافها جميعًا. عادة ما تُستخدم هذه الاستراتيجية في الشركات التجارية الأصغر حجمًا نظرًا لاحتمال عدم امتلاكها موارد كافية أو القدرة على استهداف الجميع. عادة ما تركز الشركات التي تتبع هذه الطريقة على حاجات العملاء، وكيفية تحسين منتجاتها وخدماتها حياتهم اليومية. في هذه الطريقة، من الممكن أن تسمح الشركات للمستهلكين بتقديم مدخلاتهم للخدمة أو المنتج.
من الممكن أن يُطلق اسم إستراتيجية التجزئة على هذه الاستراتيجية، لأنها تتضمن تجزئة جغرافية، وديموغرافية، وسلوكية، وفيزيائية. عن طريق تقسيم السوق إلى أجزاء أصغر حجمًا، تصبح الشركات قادرة على تلبية احتياجات المستهلكين. يعتقد بورتر أنه عند تحديد الشركات المجموعات التي ستستهدفها، من المهم تحديد المنهج الذي تريد اتباعه سواء كان التكلفة الرائدة أو التفاضل. لن تحقق إستراتيجية التركيز نجاح الشركة. يذكر بورتر أنه من الضروري عدم استخدام الاستراتيجيات العامة الثلاثة نظرًا لوجود احتمال كبير بعدم نجاح الشركة في أي إستراتيجية بدلًا من تحقيق النجاح.
عندما تتمكن الشركات من تحقيق التوازن المثالي بين السعر والجودة، يؤدي ذلك عادة إلى نجاح الخدمة أو السلعة. على السلعة أو الخدمة تقديم القيمة من خلال السعر أو الجودة لضمان نجاح الشركة في السوق. لا يكفي أن تكونن الشركة «بنفس مستوى» شركة أخرى لتحقق النجاح، فالشركات الناجحة هي التي تقدم السلعة أو الخدمة بطريقة مختلفة، وذات معنى، وقائمة على حاجات العملاء ورغباتهم. يعتمد تحديد السعر أو الجودة الملائمة على صورة العلامة التجارية للشركة، وما تطمح لتحقيقه فيما يتعلق بالمنافسة.